# Ludwig Lange
Ludwig Lange (Gießen, 21 de junho de 1863 — Weinsberg, 12 de julho de 1936) foi um físico alemão.
Estudou matemática, física, e também psicologia, epistemologia e ética na Universidade de Leipzig e na Universidade de Giessen, entre 1882 e 1885. 
Lange é conhecido por ter cunhado termos como referencial inercial e tempo inercial (1885), que foram usados por ele no lugar dos conceitos de Isaac Newton de "espaço e tempo absolutos".

## Publicações selecionadas
- Nochmals über das Beharrungsgesetz. In: Philosophische Studien 2 (1885), 539–545.
- Ueber die wissenschaftliche Fassung des Galileischen Beharrungsgesetzes. In: Philosophische Studien 2 (1885), 266–297.
- Die geschichtliche Entwicklung des Bewegungsbegriffes und ihr voraussichtliches Endergebniss. In: Philosophische Studien 3 (1886),  337–419.
- Neue Experimente über den Vorgang der einfachen Reaction auf Sinneseindrücke, Erster Artikel. In:  Philosophische Studien 4 (1988), 479–510.
- Ein Chronograph nebst Controlapparat für sehr genaue Zeitmessungen. In: Philosophische Studien 4 (1988), 457–470.
- Ueber das Maßprincip der Psychophysik und den Algorithmus der Empfindungsgrößen. In: Philosophische Studien 10 (1894), 125–139.
- Das Inertialsystem vor dem Forum der Naturforschung. In: Philosophische Studien 20 (1902), 1-71.